# Список объектов всемирного наследия ЮНЕСКО в Саудовской Аравии
В списке объектов всемирного наследия ЮНЕСКО в Саудовской Аравии по состоянию на 2023 год значится 7 наименований, что составляет около 0,4 % от общего числа (1248 на 2025 год). 6 объектов включено в список по культурным критериям и 1 — по природным. Кроме этого, по состоянию на 2023 год, 14 объектов на территории Саудовской Аравии находятся в числе кандидатов на включение в список всемирного наследия.

## Список
В данной таблице объекты расположены в порядке их добавления в список всемирного наследия ЮНЕСКО.
| # | Изображение | Название                                                                       | Местоположение              | Время создания  | Год внесения в список | №      | Критерии   |
| - | ----------- | ------------------------------------------------------------------------------ | --------------------------- | --------------- | --------------------- | ------ | ---------- |
| 1 |             | Мадаин-Салих                                                                   | Провинция: Эль-Мадина       | I век до н. э.  | 2008                  | № 1293 | ii, iii    |
| 2 |             | Эд-Диръия                                                                      | Провинция: Эр-Рияд          | XV век          | 2010                  | № 1329 | iv, v, vi  |
| 3 |             | Исторический город Джидда — ворота в Мекку Historic Jeddah, the Gate to Makkah | Провинция: Мекка            | VI век до н. э. | 2014                  | № 1361 | ii, iv, vi |
| 4 |             | Наскальная живопись в регионе Хаиль                                            | Провинция: Хаиль            |                 | 2015                  | № 1472 | i, iii     |
| 5 |             | Культурный ландшафт оазиса Эль-Хаса                                            | Провинция: Эш-Шаркия        |                 | 2018                  | № 1563 | iii, iv, v |
| 6 |             | Петроглифы Бир-Хима Bir Hima Rock Petroglyphs and Inscriptions                 | Провинция: Наджран          |                 | 2021                  | № 1619 | iii        |
| 7 |             | Охраняемая природная территория Урук Бани Маарид 'Uruq Bani Ma'arid            | Провинции: Наджран, Эр-Рияд |                 | 2023                  | № 1699 | vii, ix    |

## Предварительный список
В таблице объекты расположены в порядке их добавления в предварительный список. В данном списке указаны объекты, предложенные правительством Саудовской Аравии в качестве кандидатов на занесение в список всемирного наследия.
| #  | Изображение | Название                                                        | Местоположение                                                       | Время создания        | Год внесения в список | №      | Критерии       |
| -- | ----------- | --------------------------------------------------------------- | -------------------------------------------------------------------- | --------------------- | --------------------- | ------ | -------------- |
| 1  |             | Хиджазская железная дорога Hejaz Railway                        | Провинции: Эль-Мадина, Табук                                         | XX век                | 2015                  | № 6026 | ii, iv, vi     |
| 2  |             | Сирийская дорога хаджа                                          | Провинции: Эль-Мадина, Табук, Мекка                                  |                       | 2015                  | № 6027 | ii, iv, vi     |
| 3  |             | Египетская дорога хаджа                                         | Провинции: Эль-Мадина, Табук, Мекка                                  |                       | 2015                  | № 6028 | ii, iv, vi     |
| 4  |             | Деревня Риджаль Альма Rijal Almaa                               | Провинция: Асир                                                      |                       | 2015                  | № 6030 | iv, v          |
| 5  |             | Деревня Зи Айн Thee Ain                                         | Провинция: Эль-Баха                                                  |                       | 2015                  | № 6031 | iv, v          |
| 6  |             | Охраняемая природная территория Острова Фарасан Farasan Islands | Провинция: Джизан                                                    |                       | 2019                  | № 6370 | x              |
| 7  |             | Культурный ландшафт археологической зоны Аль-Фау Qaryat al-Faw  | Провинция: Эр-Рияд                                                   | I тыс. до н. э.       | 2022                  | № 6574 | ii, iv, v      |
| 8  |             | Древние укреплённые оазисы Северной Аравии                      | Провинция: Эль-Джауф, Хаиль                                          | С X века до н. э.     | 2022                  | № 6575 | ii, v          |
| 9  |             | Дорога Зубейды — путь паломников из Эль-Куфы в Мекку            | Провинции: Эль-Мадина, Хаиль, Эль-Касим, Мекка, Эль-Худуд-эш-Шамалия |                       | 2022                  | № 6577 | ii, iv, vi     |
| 10 |             | Доисторические каменные сооружения Саудовской Аравии            | Провинция: Эль-Мадина, Мекка, Хаиль, Табук, Эр-Рияд, Эль-Джауф       | 6-7 тыс. лет до н. э. | 2023                  | № 6636 | i, ii, iii, iv |
| 11 |             | Водное хозяйство Саудовской Аравии: древние плотины             | Провинция: Эль-Мадина, Мекка                                         |                       | 2023                  | № 6637 | ii, iv, v      |
| 12 |             | Биоклиматические рефугиумы Западной Аравии                      | Провинция: Хаиль, Мекка, Джизан, Эль-Баха, Эль-Мадина, Табук, Асир   |                       | 2023                  | № 6638 | vii, ix, x     |
| 13 |             | Индустриальное наследие нефтедобычи в Саудовской Аравии         | Провинция: Мекка, Эш-Шаркия                                          | XX век                | 2023                  | № 6639 | ii, iv, v      |
| 14 |             | Сельские культурные ландшафты гор Сарават Sarawat Mountains     | Провинция: Асир, Мекка, Эль-Баха                                     |                       | 2023                  | № 6640 | ii, iii, v     |